# 盖讷
盖讷（法語：Guesnes，法語發音：[ɡɛn]）是法国新阿基坦大区维埃纳省的一个市镇，属于沙泰勒罗区。

## 地理
盖讷（46°55'0"N, 0°9'46"E）面积12.98 平方千米，位于法国新阿基坦大区维埃纳省，该省份为法国中西部省份，北起曼恩-卢瓦尔省和安德尔-卢瓦尔省，西接德塞夫勒省，南至夏朗德省，东南接上维埃纳省，东临安德尔省。
与盖讷接壤的市镇（或旧市镇、城区）包括：昂格利耶、拉绍塞、拉罗什里戈、代尔塞、蒙叙盖讷、韦吕。

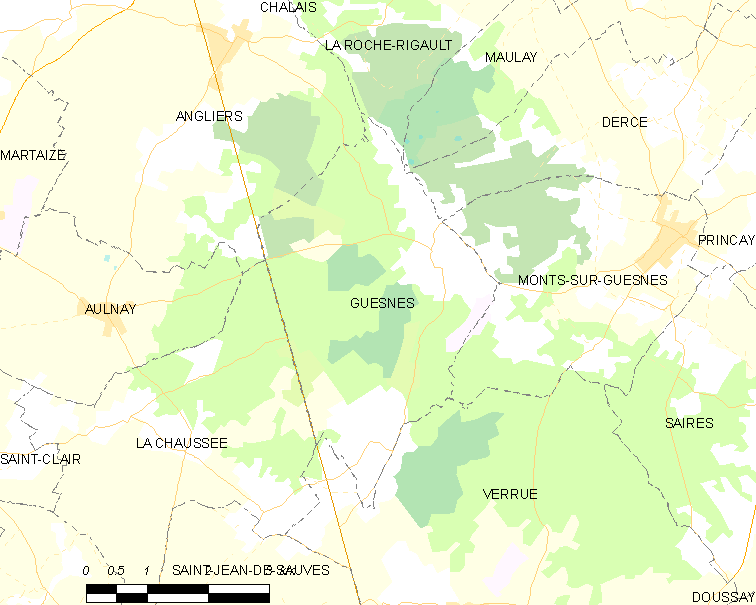
盖讷的OSM定位图

盖讷的时区为UTC+01:00、UTC+02:00（夏令时）。

## 行政
盖讷的邮政编码为86420，INSEE市镇编码为86109。

## 政治
盖讷所属的省级选区为卢丹县。

## 人口

1962-2008年间盖讷人口变化图示

盖讷于2022年1月1日时的人口数量为232人。